# Laura Kurki
Laura Kurki (21 de abril de 1994) es una deportista finlandesa que compitió en natación, especialista en el estilo libre. Ganó dos medallas en el Campeonato Europeo de Natación en Piscina Corta de 2012, plata en 4 × 50 m libre y bronce en 4 × 50 m libre mixto.

## Palmarés internacional
| Campeonato Europeo en Piscina Corta | Campeonato Europeo en Piscina Corta | Campeonato Europeo en Piscina Corta | Campeonato Europeo en Piscina Corta |
| Año                                 | Lugar                               | Medalla                             | Prueba                              |
| ----------------------------------- | ----------------------------------- | ----------------------------------- | ----------------------------------- |
| 2012                                | Chartres (Francia)                  | Medalla de plata                    | 4 × 50 m libre                      |
| 2012                                | Chartres (Francia)                  | Medalla de bronce                   | 4 × 50 m libre mixto                |